# Lamellibrachia luymesi
Lamellibrachia luymesi är en ringmaskart som beskrevs av van der Land och Nørrevang 1975. Lamellibrachia luymesi ingår i släktet Lamellibrachia och familjen skäggmaskar. Inga underarter finns listade i Catalogue of Life.

## Bildgalleri

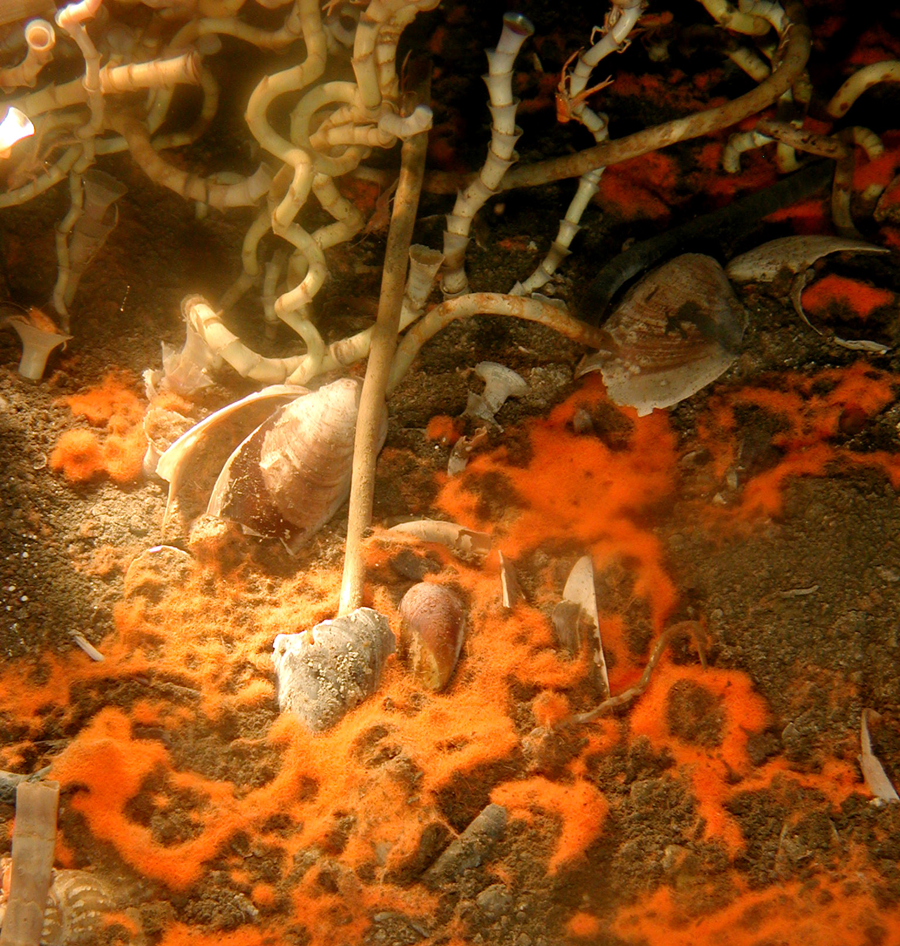
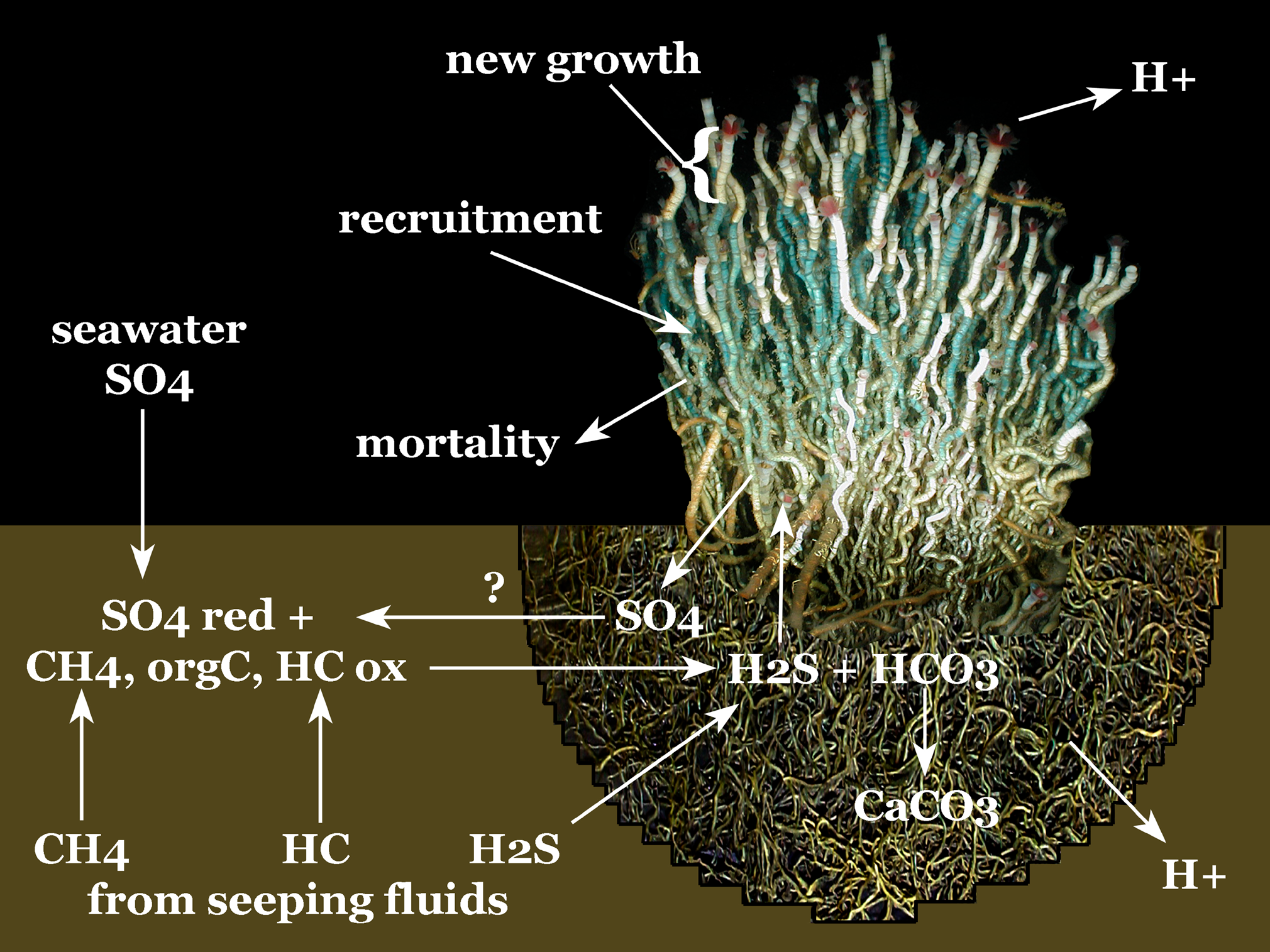